# Liste fraktionsloser Mitglieder des 2. Europäischen Parlaments
Die Liste fraktionsloser Mitglieder des 2. Europäischen Parlaments enthält die Abgeordneten, die in der 2. Wahlperiode von 1984 bis 1989 zumindest übergangsweise nicht einer der Fraktionen des Europäischen Parlaments angehören.

## Abgeordnete
| Land                   | Partei                           | Europäische Partei | Zahl | MdEP | Anmerkung |
| ---------------------- | -------------------------------- | ------------------ | ---- | --- | --- |
| Belgien                | Parti Socialiste                 | SPE                | 1    | José Happart | ab 9. Oktober 1984 Sozialistische Fraktion (wie der Rest seiner Parteikollegen)                                                                                 |
| Belgien                | –                                | –                  | 1    | Jef Ulburghs | Gewählt für Socialistische Partij. Vom 17. September 1987 bis 17. November 1987 CTDI-Fraktion                                                                   |
| Frankreich             | Centre national des indépendants | –                  | 1    | Olivier d’Ormesson | ab 16. Januar 1987, zuvor ER; gewählt für Front National |
| Italien                | Partito Radicale                 | –                  | 3    | Emma Bonino Roberto Cicciomessere Marco Pannella | 17. September 1987 bis 17. November 1987 CTDI-Fraktion |
| Niederlande            | Staatkundig Gereformeerde Partij | –                  | 1    | Leen van der Waal | 17. September 1987 bis 28. Oktober 1987 CTDI-Fraktion |
| Spanien                | Centro Democrático y Social      | –                  | 7    | Federico Mayor Zaragoza José Coderch Planas Raúl Morodo Leoncio Rafael Calvo Ortega José Emilio Cervera Cardona Eduard Punset i Casals Carmen Díez de Rivera | Alle eingetreten 6. Juli 1987 nach Nachwahl. Von 17. September 1987 bis 17. November 1987 CTDI-Fraktion. Carmen Díez ab 1. Januar 1989 Sozialistische Fraktion. |
| Spanien                | Herri Batasuna                   | –                  | 1    | José María Montero Zabala | Eingetreten 6. Juli 1987 nach Nachwahl. |
| Vereinigtes Königreich | Democratic Unionist Party        | –                  | 1    | Ian Paisley | |
| Vereinigtes Königreich | Ulster Unionist Party            | –                  | 1    | John Taylor | 23. Dezember 1986 bis 18. Januar 1987, zuvor ED, danach ER |